# Herbert Dick
Herbert Dick (Kadoma, 2 de setembro de 1979) é um ex-futebolista profissional zimbabuano que atuava como defensor.

## Carreira
Herbert Dick representou o elenco da Seleção Zimbabuense de Futebol no Campeonato Africano das Nações de 2006.